# Midsomer Norton
Midsomer Norton – miasto w Wielkiej Brytanii, w Anglii, w hrabstwie Somerset. W 2001 r. miasto to zamieszkiwało 10 458 osób.